# Theodorskirche (Basel)

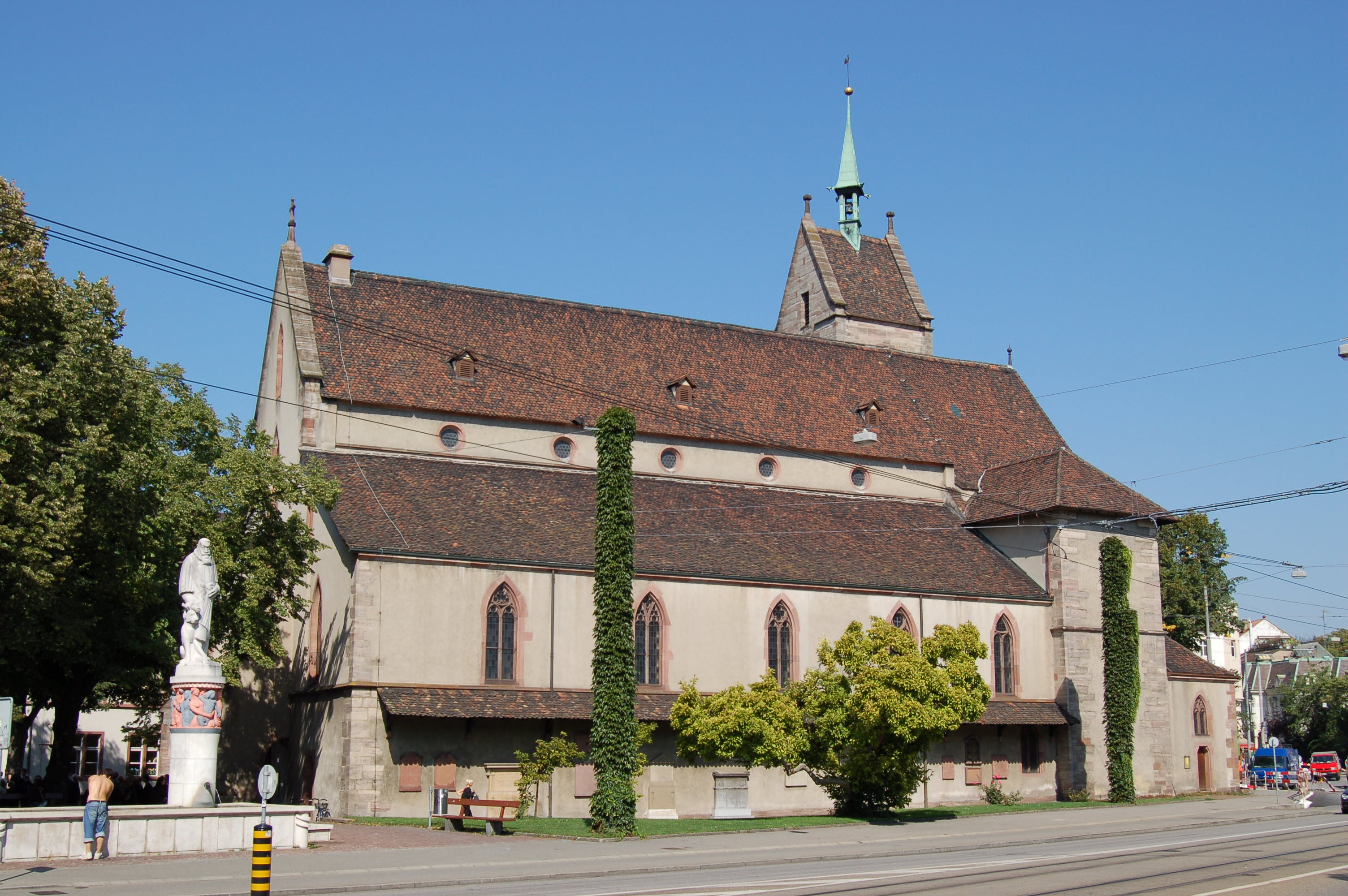
Theodorskirche in Basel

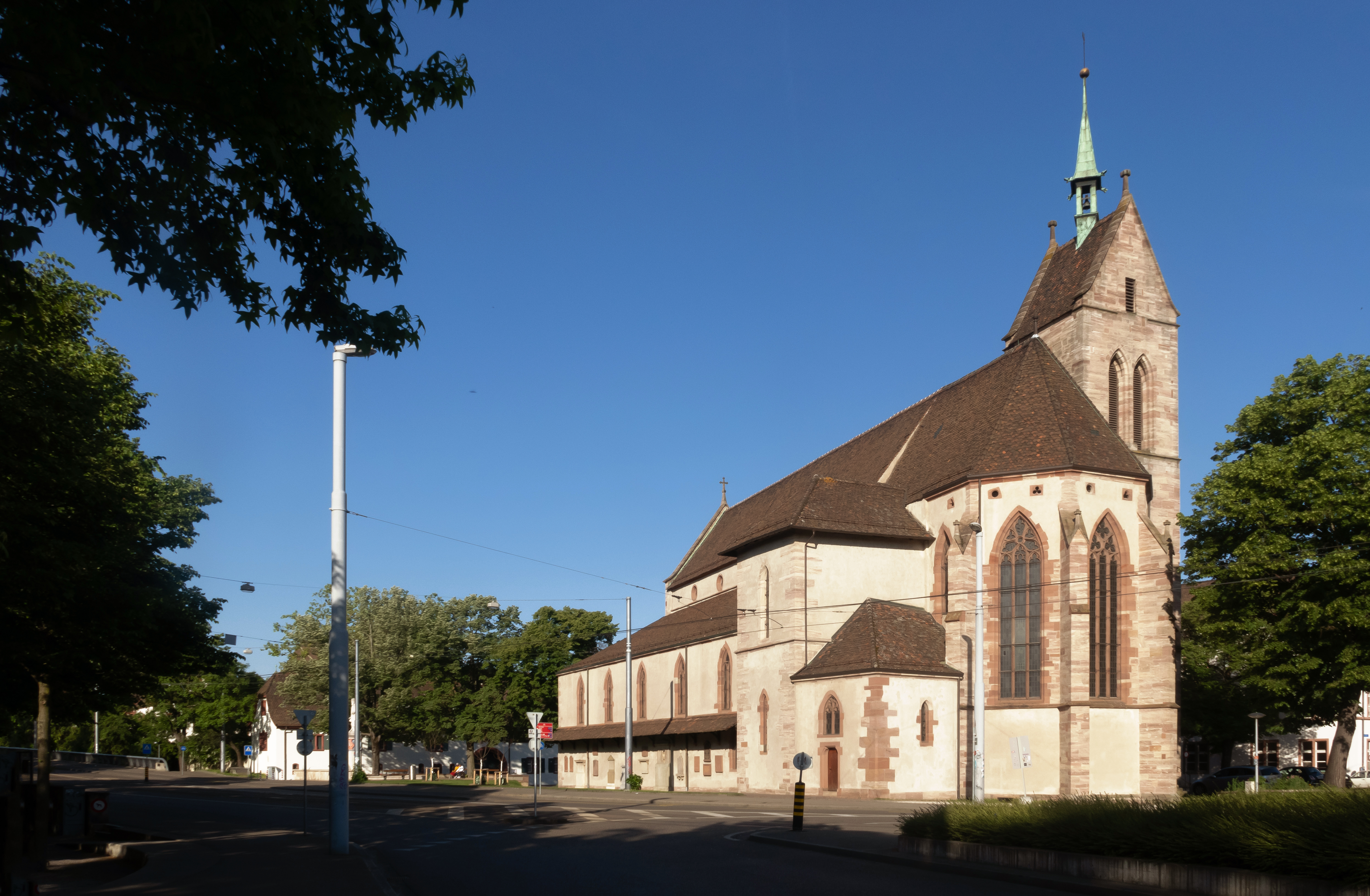
Theodorskirche in Basel

Die Theodorskirche ist eine evangelisch-reformierte Kirche in der Stadt Basel. Die gotische Kirche steht im Wettstein-Quartier und ist dem heiligen Theodor geweiht.

## Geschichte
Die Kirche wurde erstmals 1084 urkundlich erwähnt. Zu Beginn des 12. Jahrhunderts gehörte sie zum Kloster St. Alban. Sie liegt rheinaufwärts vom heutigen Kleinbasel in dem später verlassenen Dorf Niederbasel, das zu jener Zeit kirchenrechtlich zum Bistum Konstanz, grundrechtlich jedoch schon zum Bistum Basel gehörte. Gräber aus dem 8. Jahrhundert wurden 1947 innerhalb der Kirche gefunden. Ausserhalb der Kirche wurden in den Jahren 1984 und 1993 Begräbnisstätten aus dem 11. Jahrhundert entdeckt. Mit dem Bau der Rheinbrücke im Jahr 1225 siedelte sich ein Teil der Gemeinde rheinabwärts, näher zur Brücke an. So fehlten der Gemeinde nun etliche Kirchgänger und vor allem deren Kirchensteuern. Als finanzieller Ausgleich wurde 1255 die Tochterkapelle St. Niklaus in der Nähe der Rheinbrücke errichtet. Für jene Zeit konnte auch erstmals St. Theodor als Namenspatron der Mutterkirche nachgewiesen werden.
Beim Basler Erdbeben im Jahr 1356 wurden grosse Teile dieser Kirche schwer beschädigt. Berichte aus dem Jahr 1402 geben das Ausmass der Zerstörung wie folgt an: [Die Kirche sei] erschüttert, umgeworfen und aus der Form gebracht worden. Beide Kirchtürme brachen zum Teil ein, der Altar war auch stark beschädigt. Nur der Nordturm wurde später wieder aufgebaut. Am 8. Februar 1403 gab Bischof Marquard von Randegg sein Einverständnis zur Stiftung eines Kartäuserkloster in Basel und gab der Kartause den Namen St. Margarethental.
1984 wurde in einem ehemaligen Armenfriedhof neben der Kirche ein Skelett ausgegraben, das als Theo der Pfeifenraucher bekannt wurde.

## Orgel
1770 wurde von Johann Andreas Silbermann eine Orgel als Ersatz für ein Werk von Johann Friedrich Macrander errichtet; diese wurde 1916 nach Saint-Imier verkauft, ihr Gehäuse steht heute in der Basler Peterskirche. Für ein neues Orgelgehäuse wurde 1917 ein Wettbewerb ausgeschrieben.
Das heutige Instrument wurde 1983 von den Orgelbauern Alfred und Daniel Kern (Straßburg) erbaut. Es hat 37 Register auf drei Manualen und Pedal. Die Trakturen sind mechanisch.
| I Positiv C–g3 |        |
| Salicional     | 8′     |
| Bourdon        | 8′     |
| Prestant       | 4′     |
| Flûte à chem.  | 4′     |
| Nazard         | 2 ⁄3′  |
| Doublette      | 2′     |
| Tierce         | 1 3⁄5′ |
| Fourniture III |        |
| Cromorne       | 8′     |
| Tremblant      |        |

| II Grand Orgue C–g3 |     |
| Bourdon             | 16′ |
| Montre              | 8′  |
| Bourdon             | 8′  |
| Prestant            | 4′  |
| Doublette           | 2′  |
| Cornet V            |     |
| Plein-Jeu V         |     |
| Trompette           | 8′  |
| Clairon             | 4′  |
| Voix-Humaine        | 8′  |
| Tremblant           |     |

| III Récit expressif C–g3 |       |
| Gemshorn                 | 8′    |
| Voix-Céleste             | 8′    |
| Bourdon                  | 8′    |
| Prestant                 | 4′    |
| Flûte en bois            | 4′    |
| Doublette                | 2′    |
| Larigot                  | 1 ⁄3′ |
| Plein-Jeu IV             |       |
| Chalumeau                | 8′    |
| Hautbois                 | 8′    |
| Tremblant                |       |

| Pédale C–f1  |     |
| Flûte        | 16′ |
| Soubasse     | 16′ |
| Flûte        | 8′  |
| Fourniture V |     |
| Prestant     | 4′  |
| Bombarde     | 16′ |
| Trompette    | 8′  |

- Koppeln: I/II, III/II, I/P, II/P, III/P